# Незнанів
Незна́нів — село в Україні, у Добротвірській селищній громаді, Шептицького району, Львівської області. Населення становило 836 осіб у 2001 році, 759 осіб у 2021 році.

## Географія
Село Незнанів розташоване за 60 км від обласного центру, 54 км від районного центру та 20 км від адміністративного центру сільської громади. За 18 км знаходиться найближча залізнична станція Батятичі. На північно-східній стороні від села бере початок річка Потонецький, права притока Березівки.
Вулиці
У Незнанові налічується 5 вулиць.
- Бічна
- Пасічна
- Підлісна
- Сарика Станіслава
- Центральна

## Населення
Станом на початок 1939 року у Незнанові мешкало 1920 осіб, з них: 1650 українців, 40 поляків, 20 польських колоністів, 180 латинників, 10 євреїв та 20 німців. За даними всеукраїнського перепису населення 2001 року у селі Незнанів мешкала 836 осіб, у 2024 році мешкало 710 осіб.
Мова
Розподіл населення за рідною мовою за даними перепису 2001 року був наступним:
| українська | 834 | 99,76 |
| білоруська | 1   | 0,12  |
| інші       | 1   | 0,12  |

## Символіка
Герб села Незнанів затверджено рішенням сільради № 08 від 23 червня 2008 року. Автор — А. Гречило. На червоному тлі із зеленої основи виростає золотий дуб, на який з боків спираються такі ж бобри. Старий дуб справді є природною пам'яткою Незнанова. Бобри символізують річку Бобрівку.

## Пам'ятки, визначні місця

### Церква Святої Параскеви
Існуюча церква датована 1878 роком. За переказами, її фундатором був імператор Австро-Угорщини Франц Йосиф I. Ймовірно, за незалежності України бабинець значно розширили великою мурованою добудовою. У 2008 році розпочали зовнішній ремонт церкви. На південь від неї розташована дерев'яна триярусна дзвіниця, частково перебудована. З 1990 року церква в користуванні громади УГКЦ.

## Відомі люди
Народилися
- Дарія Маркусь — визначна діячка української діаспори в США, науковець, співредактор Енциклопедії української діяспори.